# Las viudas (serie de televisión)
Las viudas fue una serie de TV emitida por TVE en 1977 protagonizada por Lola Herrera y con guiones de Francisco Ors.

## Argumento
La serie narra, en tono de comedia, la forma en que afrontan su viudez diferentes mujeres (una en cada episodio) en distintos lugares y épocas, todas ellas interpretadas por la actriz Lola Herrera. Se ha puesto de manifiesto que en el episodio titulado Viuda romántica, se aborda por primera vez en televisión la posteriormente denominada violencia de género.

## Listado de episodios (parcial)
- Viuda futura - 29 de marzo de 1977
  - Fernando Tejada

- Viuda romántica - 5 de abril de 1977
  - Jesús Puente

- Viuda apetitosa - 12 de abril de 1977
  - Tomás Blanco
  - Cándida Losada
  - Francisco Marsó

- Viuda habilidosa - 19 de abril de 1977
  - Nélida Quiroga

- Viuda desconsolada - 26 de abril de 1977
  - Manuel Gallardo

- Viuda castellana - 3 de mayo de 1977
  - Mary González
  - Ana Marzoa
  - Paco Valladares

## Premios
- TP de Oro a la Mejor actriz para Lola Herrera.